# Erich von Bonin
Erich Rudolph Walter Swantus von Bonin (* 1. Februar 1878 in Hanau; † 13. Dezember 1970 in Wiesbaden) war ein deutscher Generalleutnant.

## Leben

### Herkunft
Erich von Bonin war der älteste Sohn von Konstantin Swantus Walter Carl von Bonin (1843–1914), preußischer Generalmajor und der Marie Sophie Helene, geb. Ark (* 1857).

### Laufbahn
Erich von Bonin besuchte das humanistische Gymnasium in Freiburg und schloss mit dem Abitur ab. Er kam am 1. August 1898 als Junker in das Kurhessischen Füsilier-Regiment „von Gersdorff“ Nr. 80 und wurde hier am 18. März 1899 Fähnrich. Dort stieg er am 27. Januar 1900 zum Leutnant auf und war 1907 Adjutant des Regiments. Am 18. Oktober 1909 zum Oberleutnant befördert, war er 1911/1912 vom Füsilier-Regiment an die Kriegsakademie kommandiert. Im Ersten Weltkrieg wurde er als Hauptmann Kompaniechef. 1915 wurde er als Major in den Generalstab berufen. Während des Krieges erhielt er neben dem Ritterkreuz des Königlich Preußischen Hausordens von Hohenzollern mit Schwertern und beiden Eisernen Kreuzen noch weitere Auszeichnungen.
Mit Ende des Ersten Weltkrieges wurde er ins Reichswehrministerium nach Berlin versetzt. 1924 wurde er im Truppenamt als Oberstleutnant Chef der Heeres-Organisationsabteilung (T 2), wo er bis 1926 Leiter war. Ab Februar 1929 war er als Oberst Chef des Stabes der 1. Division der Reichswehr. Im Februar 1931 kam er zurück in das Reichswehrministerium nach Berlin und wurde als Nachfolger von Generalmajor Franz von Roque Inspekteur der Nachrichtentruppen (In 7). Am 1. April 1931 wurde er Generalmajor und im September 1933 schied er als Generalleutnant aus dem aktiven Dienst aus.

### Familie
Erich war zweimal verheiratet. Zuerst heiratete er am 19. November 1904 in Wiesbaden Maria Dorothea Sommerhoff (1884–1932) und nach ihrem Tod am 9. März 1935 in Berlin Hedwig Wilhelmine Schallmeyer (1897–1962).